# 线纹原缨口鳅
线纹原缨口鳅（学名：Vanmanenia lineata）为平鳍鳅科原缨口鳅属的鱼类。在中国，分布于广西西江水系等。该物种的模式产地在广西凌云。
其种加词“lineata”意为“线条纹样的”。